# Iagba-Sion
Iagba-Sion (em amárico: ይግባ ጽዮን , transc.: yigiba ts’iyoni, "Apelo do Sião", também conhecido como Igba Zion e  Yagbe'u Seyon) foi Imperador da Etiópia (nəgusä nägäst, 19 de junho de 1285 – 1294) e membro da dinastia salomónica. Seu nome de trono era Salomão. Ele era o filho mais velho e sucessor de Iecuno-Amelaque.

## Reinado
Iagba-Sion serviu como co-governante com seu pai Iecuno-Amelaque nos últimos anos do reinado deste, o que facilitou sua sucessão. Um memorando dos quatro evangelhos de Iyasus Mo'a relata que os presentes de vestimentas e utensílios para o mosteiro de Istifanos no lago Hayq foram dados por Iecuno-Amelaque e de seu filho Iagba-Sion.  Iagba procurou melhorar as relações de seu reino com seus vizinhos muçulmanos. Em uma carta dirigida ao sultão do Egito, datada do final de 1289 d.C., mencionada nas Viagens de Marco Polo, Iagba protesta contra o tratamento do sultão a seus súditos cristãos, afirmando que ele próprio era um protetor de seus próprios súditos muçulmanos. 
Marco Polo menciona que um dos "príncipes" da Etiópia planejou em 1288 fazer uma peregrinação a Jerusalém, seguindo uma prática realizada por vários de seus súditos; mas foi dissuadido desse projeto, em seu enviou seu "bispo". No retorno da peregrinação, esse bispo foi detido pelo "sultão de Aden", que tentou converter o eclesiástico ao Islã; o bispo ao se recusar, fez com que o sultão ordenasse que fosse circuncidado antes de libertá-lo. O "príncipe" marchou sobre Aden e, apesar do apoio de outros dois aliados muçulmanos, o sultão foi derrotado e sua capital capturada.  Vários historiadores, incluindo Trimingham  e Pankhurst,  identificam o príncipe como Iagba-Sion, e corrigem a referência de Polo a Adem que não é um porto da Arábia, com Zeilá como a capital do Sultanato de Adal.
Outro incidente que ocorreu durante seu reinado foi a revolta do principe cristão  Yi'qäbänä, que contestava o trono imperial de Iagba-Sion. Essa ameaça está registrada nas próprias palavras de Iagba em uma nota que ele escreveu nos Quatro Evangelhos de Iyasus Mo'a:
Eu, Iagba-Sion, cujo nome real é Salomão, adornei este livro dos Quatro Evangelhos e o entreguei (à igreja de Santo) Estêvão. Depois disso, veio  Yi'qäbänä e ele queria tirar meu trono; mas eu o derrotei e o destruí com o poder de Cristo, meu Deus. 
Os historiadores estão divididos sobre a linha sucessória após a morte de Iagba-Sion. Paul B. Henzesegue os textos da tradição ortodoxa que afirmam que  Iagba-Sion não conseguiu decidir qual de seus filhos herdaria seu reino, e instruiu que cada um governasse por um ano. Taddesse Tamrat, por outro lado, registra que seu reinado foi seguido por confusão dinástica, durante a qual cada um de seus filhos ocupou o trono.  O certo é que a expansão islâmica no período desestabilizou a região,  que só voltou a normalidade com a ascensão de Uidim-Reade irmão mais novo de Iagba-Sion em 1299 